# 백골병단
육군본부 직할 결사유격대 '백골병단'은 한국 전쟁 중에 1951년 1월부터 3월 30일까지 활약해던 대한민국 육군의 유격대였다. 제11, 12, 13연대, 700여명 병력으로 구성된 백골병단은 조선인민군으로 위장하여 후방에 침투, 적진을 교란하는 임무를 수행했다.

## 역사
1951년 1·4 후퇴에서의 경험으로 육군 본부는 조선인민군에 대한 정보 수집을 위한 부대의 필요성을 인지하였다. 보충대에 수용되어 있던 애국자, 학도병, 경찰관, 부대에서 낙오된 장병 700명을 정보학교에서 훈련시켜 제11, 12, 13보병연대로 편성하였다.
3개 연대는 대구광역시를 기점으로 각각 다른 날에 침투하였는데, 먼저 채명신 중령의 제11연대가 1951년 1월 31일 북한군으로 위장한 뒤, 강원도 영월과 평창으로 침투하였다. 2월 4일에는 제12연대, 그리고 2월 11일 제13연대가 중부지방으로 침투하였다. 연대의 활약에 대한 보고받은 육군 본부는 작전 중의 상호 협조 및 효율성을 위해 채명신 중령 아래에서 통합 운용하라는 명령을 내렸다. 그리고 지휘관은 채명신 중령이 맡도록 하였다. 그는 3개 연대의 지휘 부대의 명칭을 백골병단으로 명명했다.
이들은 같은 해 3월 말까지 적 후방인 북한 강원도 지역에서 임무를 수행하였다. 3월 18일 강원도 인제군 필례 마을에서 조선인민유격대 총사령관이자 인민군 중앙당 제5지대장인 길원팔 중장을 비롯한 참모장 강칠성 대좌 등의 고위 간부 13명을 생포하였다. 그 과정에 단원 총 647명 중에서 절반이 넘는 364명이 전사했다.
백골병단의 사령관 채명신 중령(당시)과 생포했던 인민군 중장 길원팔 사이에는 오래동안 알려지지 않았던 비화가 있다. 즉 백골병단은 유격부대였기 때문에 인민군 복장을 하고 있었는데, 채명신 사령관은 자신의 고향 언어인 평안도 사투리로 '중앙당에서 검열 나왔다' 고 속여 길원팔 중장을 생포했다. 길원팔이 '너의 정체가 무엇이냐?'고 묻자, 채명신 사령관이 '나는 대한민국 국군 유격부대 사령관 채명신이다' 고 신원을 밝히고, 대한민국으로의 귀순을 권유했다. 그러자 길원팔은 귀순을 거절하고 두 가지 청이 있다고 했다. 하나는 자신의 권총으로 자결하게 해달라는 것이고, 둘째는 자신의 부대 내에 데리고 있던 10살 소년을 전쟁 중에 부모를 잃은 고아라고 소개하며 그 아이를 데려가 채명신 사령관의 아들로 입적하여 교육을 시켜달라는 것이었다. 채명신 사령관은 두 요청을 모두 수락하고, 길원팔에게 실탄 1발을 장전한 길원팔의 권총을 주고 방을 나오자 잠시 후 방안에서 길원팔이 자살하였다. 그리고 그 10살 소년은 채명신 자신이 아직 미혼이었으므로 자신의 막내 동생 호적에 올려 친동생으로 양육하였고, 그후 소년은 서울대를 나와 대학교수까지 되었다.
이후, 3월 30일 제7사단 수색대와 접속하면서 귀환하였다. 4월, TF 커크랜드(뒤에 "TF 스캔논", 그리고 "제3유격보병연대"으로 바뀌었다)가 창설되자, 병골병단의 생존자 일부가 지원하면서 옮겨갔다.
창설 당시, 유격대라는 특성상 대한민국 육군은 이들에게 임시 군번만 부여했고, 정식 기록을 남기지 않은 탓에 작전에서 복귀 한뒤, 군대 복무 경력이 남지 않아 불이익을 받았다.
2010년 6월 25일, 6·25전쟁 당시 급박한 전황과 부대 사정으로 전역식을 갖지 못한 백골병단 생존자 26명이 계룡대 연병장 전역 신고를 마쳤다.

## 전적비
364명이 전사한 강원도 인제군 북면 용대리에는 백골병단을 기리는 "백골병단 전적비"(白骨兵團 戰蹟碑)가 1990년에 건립되었다. 해마다 백골병단 전적비 앞에서 전사자들을 위한 추모제가 열린다.

## 같이 보기
- 유격대
- 주한 유엔군 유격부대

## 참고 자료
- 전인식 (2010년). 《육군 본부 직할 결사대 60년사(백골병단)》. 건설연구사. ISBN 9788973071845.
- 양영조 (2008년 9월 3일). “백골병단”. 국가기록원. 2013년 5월 24일에 확인함.[깨진 링크(과거 내용 찾기)]
- “白骨兵團 遊擊戰”. 대한민국 육군 역사편찬소. 2015년 9월 23일에 원본 문서에서 보존된 문서. 2014년 2월 2일에 확인함.